# آری‌کوی (دازقری)
آری‌کوی (به ترکی استانبولی: Arıköy) یک منطقهٔ مسکونی در ترکیه است که در دازقری واقع شده‌است.